# 越秀路街道
越秀路街道，是中华人民共和国天津市河西区下辖的一个乡镇级行政单位。

## 行政区划
越秀路街道下辖以下地区：
红波里社区、黄埔里社区、恩德里社区、珠海里社区、增强楼社区、教师村社区、惠阳里社区、港云里社区、祥和里社区和爱国里社区。